# باتريسيا جونسون (عالمة)
باتريشيا جونسون (بالإنجليزية: Patricia Jean Johnson)‏ هي استاذة للميكروبيولوجيا في جامعة كاليفورنيا، لوس أنجلوس (UCLA)، وباحثة في طفيليات المشعرة المهبلية المسؤولة عن أكثر أشكال العدوى المنتقلة جنسيا شيوعا في الولايات المتحدة. اختيرت عضوا في الأكاديمية الوطنية للعلوم في 2019.

## وصلات خارجية
- صفحة باترسيا جونسون على موقع قسم المكروبيولوجيا والمناعة والجينيات الجزيئية في جامعة كاليفورنيا